# Spiekeroog
Spiekeroog – wyspa wchodząca  w skład wysp Wschodniofryzyjskich i jednocześnie uzdrowiskowa gmina samodzielna (niem. Einheitsgemeinde) w Niemczech, w kraju związkowym Dolna Saksonia, w powiecie Wittmund.

## Osoby

### związane ze Spiekeroog
- Johannes Rau – otrzymał tytuł Honorowego Obywatela Spiekeroog w 2000 r.